# 交通権学会
交通権学会（こうつうけんがっかい）は、人が生活する上で必要不可欠な交通を権利（交通権）として捉え、探求し、実現するために活動している人々が結集して1986年に結成された団体である。

## 概要
重度の身体障害者達による移動の自由を求める運動、私的なモータリーゼーション政策への批判的研究と運動成果を継承しつつ、1980年代の「国鉄分割民営化」の理論的探究から生まれた交通権の思想に基づき、日本で初めての本格的交通権訴訟となった「和歌山線格差運賃返還請求事件訴訟」を初めとして、交通権に係わる数々の課題に取り組む他、21世紀のあるべき交通の姿を示した「交通憲章」草案を作成するなどの活動に取り組んでいる。

## 交通憲章草案
第1条 平等性の原則
人は、だれでも平等に交通権を有し、交通権を保障される。
第2条 安全性の確保
人は、交通事故や交通公害から保護されて安全・安心に歩行・交通することができ、災害時には緊急・安全に避難し救助される。
第3条 利便性の確保
人は、連続性と経済性に優れた交通サービスを快適・低廉・便利に利用することができる。
第4条 文化性の確保
人は、散策・サイクリング・旅行などを楽しみ、交通によって得られる芸術鑑賞・文化活動・スポーツなど豊かな機会を享受できる。
第5条 環境保全の尊重
国民は、資源を浪費せずに地球環境と共生できる交通システムを積極的に創造する。
第6条 整合性の尊重
国民は、陸・海・空で調和がとれ、しかも住宅・産業施設・公共施設・都市・国土計画と整合性のある公共交通中心の交通システムを積極的に創造する。
第7条 国際性の尊重
国民は、日本の歴史と風土に根ざした交通システムの創造と交通権の行使によって、世界の平和と福祉と繁栄に積極的に貢献する。
第8条 行政の責務
政府・地方自治体は、交通に関する情報提供と政策決定への国民の参画をつうじて、利害調整に配慮しながら国民の交通権を最大限に発展させる責務を負う。
第9条 交通事業者の責務
交通およびそれに関連する事業体とその従事者は、安全・快適な労働環境を実現し、その業務をつうじて国民の交通権を最大限に保障し発展させる責務を負う。
第10条 国民の責務
国民は、交通権を享受するために国民の交通権を最大限に実現し、擁護・発展させる責務を負う。
第11条 交通基本法の制定
国民は、交通権憲章にもとづく「交通基本法」(仮称)の制定を国に要求し、その実現に努力する。
交通権学会ホームページ、「交通憲章 本文」より引用

## 機関誌
- 『交通権』（年一回発行）
- ニューズレター『トランスポート21』